# Sweet Home (jeu vidéo)
Pour les articles homonymes, voir Sweet Home.
Sweet Home (スウィートホーム, Suīto Hōmu) est un jeu vidéo de rôle développé et édité par Capcom en 1989 sur Famicom. Il est fondé sur le film d'horreur japonais du même nom.

## Synopsis
Un artiste célèbre, Ichirō Mamiya, a caché plusieurs fresques dans son manoir avant de disparaître mystérieusement. 30 ans plus tard, une équipe de cinq chercheurs de trésors entre dans le manoir abandonné pour tenter d'y trouver les précieuses œuvres d'art. Quand ils arrivent à l'intérieur, la porte d'entrée est verrouillée par le fantôme d'une femme inconnue, qui menace de tuer tous les intrus. L'équipe décide de se séparer pour trouver une autre sortie. Toutefois, le manoir est dangereux car il est sur le point de s’effondrer et, aussi, parce qu'il est peuplé de monstres.

## Système de jeu
Le jeu est à la troisième personne en vue isométrique. Il est considéré comme un des prémices du survival horror actuel, Capcom ayant repris quelques mécanismes pour son jeu Resident Evil en 1996. L'exemple le plus frappant étant les chargements représentant des portes qui s'ouvrent.  
Le thème assez mature est assez rare sur NES.